# Гриффит, Никола
Никола Гриффит (англ. Nicola Griffith; род. 30 сентября 1960,  Йоркшир, Великобритания) — британская писательница-фантаст и редактор, лауреат премий «Небьюла», Джеймса Типтри-младшего, «Лямбда».

## Биография
Никола Гриффит родилась 30 сентября 1960 года в Йоркшире. Никола была четвёртой из пяти сестёр Гриффит. Младшая Елена (англ. Helena) погибла в результате полицейской погони в Австралии в 1988 году, одна из старших сестёр, Кэролин (англ. Carolyn), умерла в 2001 году. В одном из интервью Гриффит заявила, что горе и гнев из-за смерти близких сыграли немаловажную роль в её творчестве. В 1993 году Николе Гриффит поставили диагноз рассеянный склероз.
В 1988 году Никола приняла участие в семинаре Клэрион для писателей (англ. Clarion Workshop), где познакомилась со своей будущей партнёршей, писательницей Келли Эскридж (англ. Kelley Eskridge), с которой они вместе проживают в Сиэтле, штат Вашингтон.
В 1993 год Гриффит публикует своё первый роман — «Аммонит» (англ. Ammonite), который становится лауреатом мемориальной премии имени Джеймса Типтри-младшего (англ. James Tiptree Jr. Award) и премии «Лямбда» (англ. Lambda Literary Award). В 1994 году второй роман, «Медленная река», стал лауреатом «Небьюла» и ещё одной «Лямбды». Никола Гриффит совместно с писателем Стивеном Пейджелом (англ. Stephen Pagel) является редактором антологий «Искривление пейзажа». Вышедшая в 1997 году антология была посвящена фэнтези, в 1998 году — научной фантастике, а в 2001 году ужасам. Помимо издаваемых произведений, Никола Гриффит активно участвует в жизни блогосферы, в частности пишет для «Out, Nature» и «The Huffington Post».

## Номинации и награды
- Рассказ «Song of Bullfrogs, Cry of Geese» 1991 года был номинирован на читательскую премию журнала «Interzone» в 1992 году[3] и «Gaylactic Spectrum Awards» в 2005 году[4].
- Роман «Аммонит» 1993 года был номинирован на премии Артура Кларка, «Локус» (за лучший дебютный роман)[5] и BSFA (премия Британской Ассоциации Научной Фантастики) в 1994 году, а также является лауреатом «Лямбда» в 1993 году и мемориальной премии имени Джеймса Типтри-младшего в 1994 году[3].
- Рассказ «Touching Fire» 1993 года номинировался читательскую премию «Interzone» и премии Типтри-младшего и BSFA в 1994 году[3]..
- Роман «Медленная река» 1995 года был номинирован на «Локус» в 1996 году, и стал лауреатом «Лямбда» в 1996, «Небьюла» в 1997 (за лучший роман)[6] и «Gaylactic Spectrum Awards» в 2000 году[7].
- В том же 1996 году повесть «Yaguara» (1995 год) номинировалась на читательскую премию журнала «Asimov’s Science Fiction» и «Небьюла» в категории лучшая повесть[3].
- Антология «Искривление пейзажа: Фэнтези» в 1998 году стала номинантом «Локус» и лауреатом «Лямбда»[3] и Всемирной премии фэнтези[8].
- Антология «Искривление пейзажа: Фантастика» в 1999 году стала номинантом «Локус»[9] и лауреатом «Лямбда»[3] и «Gaylactic Spectrum Awards»[10].
- Антология «Искривление пейзажа: Ужасы» в 2001 году стала номинантом «International Horror Guild Award»[11], а в 2002 году номинантом «Лямбда»[3] и лауреатом «Gaylactic Spectrum Awards»[12].
- В 2005 году авторский сборник Гриффит «With Her Body» (2004 год) номинировался на «Лямбда»[3] и «Gaylactic Spectrum Awards»[4].
- «And Now We Are Going to Have a Party: Liner Notes to a Writer’s Early Life», изданная в 2007 году, стала лауреатом премии «Лямбда» в категории женские мемуары или биография

.
- В 2009 году Никола Гриффин стала лауреатом «The Alice B Readers Award»[2].
- Короткая повесть «Takes Two», написанная в 2009 году, в 2010 году номинировалась на «Локус» и «Хьюго»[14].